# Vuilletus
Vuilletus là một chi bọ cánh cứng trong họ 
Elateridae.
Chi này được miêu tả khoa học năm 1940 bởi Fleutiaux.

## Các loài
Các loài trong chi này gồm:
- Vuilletus altus (Candèze, 1889)
- Vuilletus amamiensis Ôhira, 1967
- Vuilletus babai Kishii, 1991
- Vuilletus crebrepunctatus (Nakane, 1959)
- Vuilletus elongatus (Nakane & Kishii, 1958)
- Vuilletus gemmula (Candèze, 1878)
- Vuilletus mushanus (Miwa, 1928)
- Vuilletus peropacus (Nakane, 1959)
- Vuilletus potanini Gurjeva, 1972
- Vuilletus viridicollis Fleutiaux, 1939
- Vuilletus viridis (Lewis, 1894)
- Vuilletus yagii Kishii, 1992
- Vuilletus yamazakii Ôhira, 1987